# René Paris
Pour les articles homonymes, voir Paris (homonymie).
René Paris (26 novembre 1881 à Paris - 14 février 1970 à Batz-sur-Mer) est un sculpteur animalier français qui expose dès le Salon de 1897.

## Œuvres
- Le Croisic : monument à Hervé Rielle, place d'Armes, 1910[2],[3].
- 15e arrondissement de Paris : chien-loup du square Saint-Lambert, 1912.
- Verdun : monument de la chapelle Sainte-Fine, à la mémoire des soldats de la 130e division.